# Barnabé Boileau de Castelnau
Pour les articles homonymes, voir Boileau de Castelnau.
Barnabé Boileau de Castelnau est un officier militaire et homme politique français.

## Biographie
Né le 13 juin 1766, fils de Charles, capitaine, Simon Charles Barnabé Boileau de Castelnau est issu d'une ancienne famille de la noblesse de Nîmes.
En 1782, il entre dans les chevau-légers de la garde du Roi. En 1792, du fait des retombées de la bagarre de Nîmes et de menaces anonymes, il est obligé d'abandonner ses droits fonciers à Castelnau.
Sous l'Empire, il appartient, avec 30 000 francs de revenus et le quatorzième rang des fortunes les plus imposées, au collège électoral du département. Créé baron, il est nommé maire de Nîmes en mai 1812. Les festivités à Nîmes, loin des affaires de la guerre, sont alors fréquentes. Cependant, il fait voter en août 1813 la réquisition de mulets et de chevaux pour l'armée d'Espagne. Le 15 avril 1814, après l'annonce de la chute de Napoléon, il rédige avec ses adjoints une déclaration d'« adhésion pleine et absolue à la déchéance de Bonaparte », conclue par un « vive le Roi ». Le mois suivant, dans un climat de liesse concomitant au retour des Bourbons, il donne sa démission.
Il meurt le 19 novembre 1828.